# Gaspare Gasparini
Gaspare Gasparini (Macerata, ... – 30 settembre 1590) è stato un pittore italiano, del XVI secolo, originario di Macerata.

## Biografia

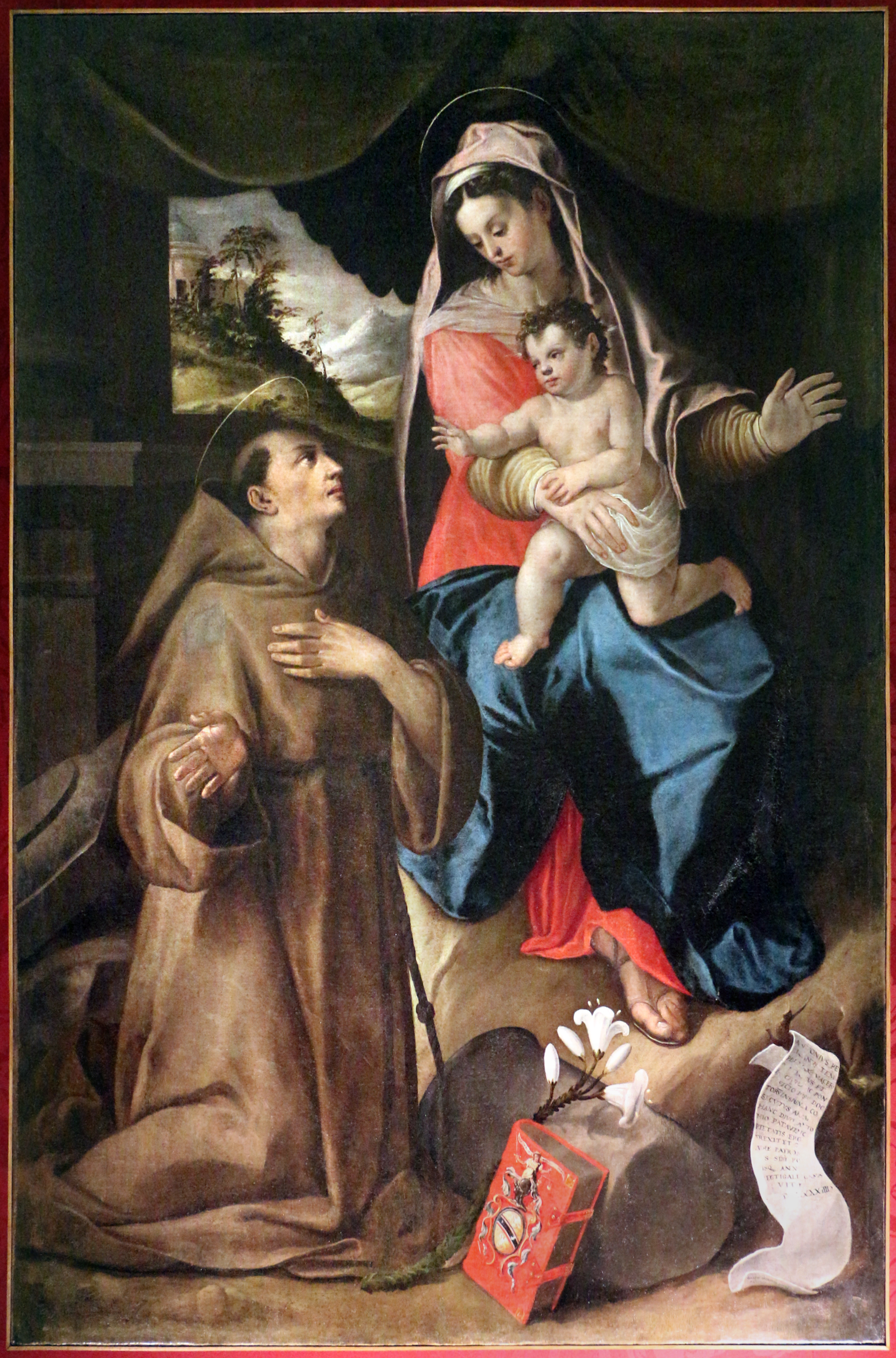
Madonna col bambino e sant'Antonio da Padova, 1584

Fu allievo di Girolamo Siciolante da Sermoneta, di cui seguì lo stile, sebbene in modo meno rifinito, come appare nei suoi due dipinti presenti nella Cattedrale di Fabriano. Raffigurano Il battesimo di Cristo e L'ultima cena. In un San Pietro e San Giovanni che curano lo zoppo, nella stessa chiesa, una grande composizione, sembra aver imitato lo stile di Raffaello. Nella chiesa dei Conventuali, nel suo luogo natio, c'è un dipinto di San Francesco che riceve le stimmate.